# Lukáš Mathé
Lukáš Mathé (* 6. srpna 1983) je český novinář, reportér a filolog, v letech 2016 až 2019 zahraniční zpravodaj České televize na Slovensku a v letech 2019 až 2022 v Polsku.

## Život
V letech 1996 až 2002 vystudoval pražské Gymnázium Na Vítězné pláni a následně v letech 2002 až 2008 obory hispanistika, italianistiku a komparatistika na Filozofické fakultě Univerzity Karlovy v Praze (získal tituly PhDr. a Mgr.). Od září 2005 do července 2013 pracoval jako učitel na Gymnáziu Na Vítězné pláni s aprobací na český jazyk a literaturu, španělštinu a italštinu.
Později začal pracovat v České televizi a v roce 2016 se stal zahraničním zpravodajem ČT na Slovensku, kde vystřídal Davida Miřejovského. Zároveň je jedním z reportérů pořadu Horizont ČT24. Na jaře 2019 se jako zahraniční zpravodaj ČT přesunul do Polska, na Slovensku jej nahradil Petr Obrovský. V Polsku působil do března 2022, kdy jej vystřídal Andreas Papadopulos.